# 全县
全县，中国旧县名。
1912年改全州为全县。1935年，广西省政府以全县和兴安县地，新建资源县。1949年11月间，中国人民解放军第四野战军攻占全县。同年，全县归属于桂林专区。1952年8月，撤消资源县，五排区归兴安县，其余延东、中峰、梅溪等区划全县。1954年，又以全县的延东、中峰、梅溪三区，兴安县的五排苗族自治区置资源县。1959年改为全州县。